# Sally Bretton
Sally Bretton (geboren Sally Davis; 23 april 1980) is een Engelse actrice. Ze is vooral bekend door haar optreden als Lucy Adams in de langlopende BBC-tv-sitcom Not Going Out sinds 2007, en als Martha Lloyd in het BBC1-misdaad drama Death in Paradise tussen 2015 en 2017.
Ze was ook te zien in programma's als Absolute Power, Green Wing en The Office. In 2008 speelde ze Goneril in Shakespeares King Lear in de Shakespeare's Globe.

## Jeugd
Bretton volgde een opleiding aan de Central School of Speech and Drama en werkte als dramadocent bij Top Hat Stage and Screen School. Ze koos de professionele naam Bretton omdat er al een Sally Davis was geregistreerd bij Acteursvakbond Equity.

## Privéleven
Bretton heeft drie dochters met haar man, Lee, een fotograaf. Ze groeide op in een klein stadje in Hertfordshire en woont sinds 2015 in de buurt van Hitchin, Hertfordshire.

## Filmografie

### Film
| Jaar | Film                             | Rol            | Opmerkingen                                                         |
| ---- | -------------------------------- | -------------- | ------------------------------------------------------------------- |
| 2000 | Peaches                          | Amy            |                                                                     |
| 2001 | Goodbye Charlie Bright           | Susan          |                                                                     |
| 2001 | Happy Together                   | Debi           | Televisie film                                                      |
| 2005 | Open Wide                        | Karen          | Televisie film                                                      |
| 2005 | Blackbeard: Terror at Sea        | Mary Ormond    | Televisie film                                                      |
| 2004 | If... We Eradicate Violent Crime | Dr.Sally Price | Televisie film                                                      |
| 2007 | A Fitting Tribute                | Tammy          | Korte film Officiële Selectie Edinburgh International Film Festival |
| 2007 | Outlaw                           | Kelly          |                                                                     |

### Televisie
| Jaar         | Tonen                            | Aflevering(en)                   | Rol                              |
| ------------ | -------------------------------- | -------------------------------- | -------------------------------- |
| 2023 - heden | Beyond Paradise                  |                                  | Martha Lloyd                     |
| 2018         | Thanks for the Memories          |                                  | Sarah                            |
| 2016         | Agatha Raisin                    | Seizoen 1, aflevering 2          | Amanda Raisin                    |
| 2015-2017    | Death in Paradise                |                                  | Martha Lloyd                     |
| 2011         | Casualty                         | "A Quiet Life"                   | Suki Williams                    |
| 2010         | Lewis                            | "Your Sudden Death Question"     | Eve Rigby                        |
| 2009         | My Family                        | "2039: A Christmas Oddity"       | Cheryl                           |
| 2007-heden   | Not Going Out                    |                                  | Lucy Adams                       |
| 2007         | Hoe u uw leven niet leidt        | Pilot-aflevering                 |                                  |
| 2007         | Hotel Babylon                    | Seizoen 2, aflevering 6          | Elizabeth                        |
| 2007         | Casualty                         | "Stitch"                         | Stevie Thornell                  |
| 2006         | Vincent                          | Aflevering 2.3                   | Tina                             |
| 2006         | The Bill                         | "382" en "383"                   | Dee Collier                      |
| 2005         | Blessed                          |                                  | Mary Hathaway                    |
| 2004-2006    | Green Wing                       | 16 afleveringen (2005-2007)      | Kim Alabaster                    |
| 2004         | Wild West                        | "The Film Crew"                  | Victoria                         |
| 2003         | Absolute Power                   |                                  | Kat Durnford                     |
| 2003         | Blue Murder                      | Pilot-aflevering                 | Grassmere                        |
| 2001         | Het kantoor                      | 4 afleveringen                   | Donna                            |
| 2001         | Day and Night                    | 6 afleveringen                   | Lisa                             |
| 2001         | Dr. Terrible's House of Horrible | "Lesbian Vampire Lovers of Lust" | Carmina                          |
| 2001         | Doctors                          | "Passive Resistance"             | Chrissie                         |
| 2001         | Armstrong en Miller              | "Aflevering 4.1"                 | Emma                             |
| 2001         | Beast                            | "Cow"                            | Carly                            |
| 2000         | Brand Spanking New Show          |                                  | Diverse rollen                   |
| 2000         | Sunburn                          | "Unexpected Love and Golf"       | Lisa                             |
| 1990         | Screen One                       | "Can You Hear Me Thinking"       | Jenny                            |
| 1987         | Napoleon en Josephine            | "Aflevering 1.1 en 1.2"          | Hortense de Beauharnais als kind |

### Theater
| Jaar      | Evenementenlocatie                                   | Toneelstuk                      | Rol            |
| --------- | ---------------------------------------------------- | ------------------------------- | -------------- |
| 2020      | Het Yvonne Arnaud Theatre, Guildford                 | Dial M for Muder                | Margot Wendice |
| 2018      | Het Vaudeville Theatre, Londen / Theatre Royal, Bath | An Ideal Husband                | Lady Chiltern  |
| 2008      | Shakespeare's Globe, Londen                          | King Lear                       | Goneril        |
| 2006-2007 | Shakespeare's Globe, Londen                          | In Extremis                     | Heloise        |
| 2004      | Manchester Royal Exchange                            | A Conversation                  | Gail Williams  |
| 2004      | Library Theatre, Manchester                          | All My Sons                     | Ann Deever     |
| 2003      | Bath Theatre Royal / Tour                            | Present Laughter                | Daphne         |
| 2002      | Library Theatre, Manchester                          | Who's Afraid of Virginia Woolf? | Honey          |
| 2002      | Oxford Stage Company / UK tour                       |                                 | Sorel          |

## Prijzen
- Genomineerd
  - 2002 - Manchester Evening News Theatre Awards
    - Beste actrice (theater) - Wie is er bang voor Virginia Woolf

### Radio
| Jaar      | Zender      | Programma                    | Rol   |
| --------- | ----------- | ---------------------------- | ----- |
| 2012-2013 | BBC Radio 4 | Births, Deaths and Marriages | Maria |
| 2003      | BBC Radio 4 | Afternoon Play: Seven Floors |       |